# Zusatzweiterbildung Hämostaseologie
Die Zusatzweiterbildung Hämostaseologie ist eine in der Musterweiterbildungsordnung der deutschen Bundesärztekammer von 2018 (MWBO) aufgeführte Zusatzweiterbildung im Bereich Hämostaseologie für Fachärzte in einem Gebiet der unmittelbaren Patientenversorgung oder in Laboratoriumsmedizin.

## Definition
Die Zusatzweiterbildung Hämostaseologie umfasst in Ergänzung zu einer Facharztkompetenz die Erkennung und Behandlung von angeborenen und erworbenen Hämostasestörungen, die zu Thromboembolien und Blutungsstörungen führen können.

## Mindestanforderung
Um die Bezeichnung Zusatzweiterbildung Hämostaseologie führen zu dürfen, müssen Ärzte
- über eine Facharztanerkennung in einem Gebiet der unmittelbaren Patientenversorgung oder in Laboratoriumsmedizin verfügen und zusätzlich
- 12 Monate Weiterbildung in Hämostaseologie in anerkannten Weiterbildungsstätten absolviert haben.

Die Weiterbildungsinhalte sind in der Muster-Weiterbildungsordnung (MWBO) festgelegt.
Bei der Anmeldung zur Weiterbildungsprüfung müssen der zuständigen Ärztekammer sämtliche Nachweise über die erfüllten Mindestanforderungen vorgelegt werden. Dazu gehören auch die Logbuch-Dokumentationen über alle durch die MWBO vorgegebenen Inhalte der Weiterbildung.

## Inhalte der Weiterbildung
Zur Weiterbildungsprüfung muss man darlegen können, dass man Kenntnisse, Erfahrungen und Fertigkeiten unter anderem in folgenden Bereichen erlangt hat:
- Übergreifende Inhalte der Zusatzweiterbildung Hämostaseologie
  - Hämostaseologische Labormethoden
  - Pharmakologie hämostaseologisch wirksamer Medikamente
  - Interdisziplinäre Zusammenarbeit in der Indikationsstellung und Verlaufsbeurteilung hämostaseologisch wirksamer Therapien
  - Fachgebundene genetische Beratungen
- Hämorrhagische Diathesen
  - Angeborene und erworbene plasmatische Gerinnungsstörungen
  - Klinische Differentialdiagnostik einschließlich Befundinterpretation von Labordiagnostik bei unklarer Blutungsneigung
  - Prophylaktische und therapeutische Substitutionsbehandlung einschließlich der Verlaufsbeurteilung
  - Diagnostik und konservative Therapie der Hämophilie-Arthropathie
- Thrombose und Thrombophilie
  - Arterielle und venöse Thrombosen und Embolien
  - Angeborene und erworbene Thrombophilie
  - Heparin-induzierte Thrombozytopenie
  - Klinische Differentialdiagnostik einschließlich der Befundinterpretation von Labordiagnostik bei unklarer Thromboseneigung
  - Indikationsstellung zu antithrombotischen und thrombolytischen Medikamenten sowie Überwachung der Therapie
- Thrombohämorrhagische Erkrankungen
  - Thrombotische Mikroangiopathien
  - Disseminierte intravasale Gerinnung
- Therapie mit Blutprodukten
  - Indikationsstellung und klinische Beurteilung der Wirksamkeit der Therapie mit Blutprodukten einschließlich der Überwachung
  - Verlaufsbeurteilung der langfristigen Heimselbsttherapie bei Hämophilie A und B
  - Erstellung von Substitutionsplänen bei Patienten mit Hämophilie und Von-Willebrand-Syndrom
- Hämostaseologische Notfälle[1]

Die Inhalte der Musterweiterbildungsordnung sind allerdings nur eine Empfehlung für die rechtsverbindlichen Weiterbildungsordnungen der Landesärztekammern, die hiervon abweichende Regelungen treffen können.